# Albert Azaryan
Albert Vagharshaki Azaryan (né le 11 février 1929 à Gharakilisa (république socialiste soviétique d'Arménie) et mort le 5 septembre 2023 à Erevan (Arménie)) est un gymnaste arménien qui a concouru pour l'Union soviétique.

## Famille
Albert Azaryan est le père d'Eduard Azaryan également gymnaste.

## Palmarès

### Jeux olympiques
- Melbourne 1956
  -  médaille d'or au concours par équipes
  -  médaille d'or aux anneaux

- Rome 1960
  -  médaille d'argent au concours par équipes
  -  médaille d'or aux anneaux

### Championnats du monde
- Rome 1954
  -  médaille d'or au concours par équipes
  -  médaille d'or aux anneaux

- Moscou 1958
  -  médaille d'or au concours par équipes
  -  médaille d'or aux anneaux
  -  médaille d'argent à la barre fixe

### Championnats d'Europe
- Francfort 1955
  -  médaille d'argent au concours général individuel
  -  médaille d'or aux anneaux
  -  médaille d'or aux barres parallèles